# Arg (div)
Arg ili Argus Panoptes (grč. Άργος Πανόπτης, Árgos) u grčkoj mitologiji div je s mnoštvom (obično se govori o 100 ili 1000) očiju, Ijin je nećak. Prema Ferekidu Arestorov je sin, prema Apolodoru Agenorov, a prema Eshilu majka mu je Geja.

## Etimologija
Argovo ime dolazi od grčke riječi αργος, argos = "blistav", "sjajan".
Njegov epitet Panoptes znači "svevideći".

## Mitologija
Kao što mu epitet "svevideći" (Panoptes) govori, bio je najbolji čuvar i stražar - samo bi nekoliko njegovih očiju spavalo istodobno, a ostale bi bile budne. Olimpskim bogovima pomogao je tako što je zaklao Ehidnu kad je spavala u svojoj pećini. 
Arg je bio Herin sluga. Ona mu je naredila da čuva bijelu junicu od Zeusa jer je znala da je ta junica bila Ija. Naime, jednoga je dana Zeus primijetio Iju koju je istoga trenutka poželio. Obavio ju je oblacima da bi je sakrio od svoje ljubomorne žene Here. Hera je svejedno došla provjeriti vara li je njezin muž. Zeus je pokušao sakriti svoju prijevaru tako što je sebe pretvorio u bijeli oblak, a Iju u prekrasnu bijelu junicu. No, Hera je prozrela prijevaru i zahtijevala junicu kao dar. Nemoćni je Zeus pristao, a Hera ju je potom dala Argu da bi je razdvojila od Zeusa.
Zeus je potom zapovjedio Hermesu da ubije Arga, a to je on i učinio uspavavši, prerušen u pastira, svih njegovih stotinu očiju, a potom ga ubivši kamenom, što je postalo prvim krvoprolićem u novom naraštaju bogova. Ija je puštena na slobodu. Hera je potom svih stotinu Argovih očiju zauvijek očuvala stavivši ih u paunov rep.

## Vanjske poveznice
- Arg u klasičnoj literaturi i umjetnosti (engl.)
- Arg u grčkoj mitologiji (engl.)